# Ларше, Жерар
Жера́р Ларше́ (фр. Gérard Larcher, род. 14 сентября 1949, Флер, Орн) — французский политик, член консервативной партии «Республиканцы», с 1 октября 2008 по 1 октября 2011 года и с 1 октября 2014 года  — председатель Сената Франции.

## Биография
Жерар Ларше происходит из католической семьи. Его отец, Филипп Ларше, который был мэром Сен-Мишель-де-Андайн в Орне, владел текстильной фабрикой, был небольшим заводчиком лошадей и парфорсным охотником.
Был отправлен в школу-интернат к эдистам. Жерар Ларше позже обратился в протестантизм, женившись на Кристин Вайс, зубном хирурге, друге лютеранского исповедания, с которой у него трое детей: Эмерик, Дороте и Шарлотт.
После окончания института Сент-Мари-де-Кан он поступил в подготовительный класс BCPST в лицее Луи-Тюйе в Амьене. Затем он поступил в Национальную ветеринарную школу Лиона, которую он окончил в 1973 году. Увлекшись охотой, он защитил диссертационное упражнение под названием «Вклад в изучение собак великой парфорсной охоты: «Пуатевен». Затем он выполнял свою военную службу в казарме республиканской гвардии в Париже.

## Политическая карьера
- В 1983 году был избран мэром Рамбуйе и занимал этот пост до 2014 года с перерывом в 2004—2007 годах,
- В 1985—1989 годах — региональный советник в Иль-де-Франсе,
- В 1986—2004 годах и с 2007 года — сенатор от департамента Ивелин,
- В 1997—2001 годах — заместитель председателя Сената.
- С 2004 по 2005 год — министр трудовых отношений, в связи с занятием министерского поста оставил другие должности. В 2005—2007 годах — министр занятости, труда и трудоустройства молодёжи.
- 1 октября 2008 года избран председателем Сената вместо Кристиана Понселе, победив кандидата социалистов Жана-Пьера Беля (173 голоса против 134 за Беля)[1].
- 1 октября 2011 года уступил Жан-Пьеру Белю (134 голоса против 179 за Беля) за место председателя Сената.
- 1 октября 2014 года вновь выиграл выборы спикера, набрав 194 сенаторских голоса.

## Почётные звания и награды
- Кавалер Ордена Почётного легиона — с 14 июля 2007 года[2]
- Кавалер Большого креста ордена Гражданских заслуг (2015 год, Испания)[3].
- Орден князя Ярослава Мудрого II степени (21 октября 2022 года, Украина) — за значительные личные заслуги в укреплении межгосударственного сотрудничества, поддержку государственного суверенитета и территориальной целостности Украины, весомый вклад в популяризацию Украинского государства в мире[4].
- Орден Почёта (16 апреля 2021 года, Армения) — за значительный вклад в укрепление и развитие армяно-французских дружественных связей[5]
- Почётный член Ветеринарной академии Франции с 17 декабря 2009 года[6]